# Обновленка
Обновленка — посёлок в Фёдоровском районе Саратовской области, в составе сельского поселения Морцевское муниципальное образование.

## География
Находится на расстоянии 18-19 километров по прямой на восток-северо-восток от районного центра поселка Мокроус, вблизи западной окраины села Плёс при железнодорожной линии Урбах-Ершов.

## История
Посёлок был основан еще до 1941 года. Входил в состав Федоровского кантона АССР Немцев Поволжья.

## Население
| 2002 | 2010 |
| ---- | ---- |
| 42   | ↘33  |